# Spoorlijn Hermesdorf - Morsbach
De spoorlijn Hermesdorf - Morsbach, deel van de Wissertalbahn, is Duitse spoorlijn en is als 2681 onder beheer van DB Netze.

## Geschiedenis
Het traject werd door de Preußische Staatseisenbahnen geopend op 1 oktober 1908.  

## Aansluitingen
In de volgende plaatsen is of was er een aansluiting op de volgende spoorlijnen:
Hermesdorf
DB 2680, spoorlijn tussen Osberghausen en Waldbröl
Morsbach
DB 2682, spoorlijn tussen Wissen en Morsbach